# Nikon D4
Die Nikon D4 ist eine digitale Spiegelreflexkamera des japanischen Herstellers Nikon, die im Februar 2012 in den Markt eingeführt wurde. Sie wurde für den professionellen Einsatz konzipiert.

## Technische Merkmale
Neu an der D4 im Vergleich zur D3 sind im Wesentlichen die Videofunktion im Full-HD-Format bei 30 fps bzw. 720p bei 60 fps. Statt zweier CompactFlash-Karten wie bei den Vormodellen entspricht bei der D4 einer der beiden Slots dem XQD-Speicherkartenstandard, der – wichtig bei Videos  – wesentlich schnellere Datenflüsse erlaubt. Weitere Neuerungen an der Hardware sind Sensorreinigung und eine „Info“-Taste zur schnellen Anzeige der wichtigsten Einstellungen am Bildschirm. Der 16,2-Megapixel-Vollformat-Bildsensor erlaubt Aufnahmen mit 4928 × 3280 Pixeln ist deutlich lichtempfindlicher und somit rauschärmer als der Sensor der D3.
Hinzu kommen Firmware-Neuerungen wie eine HDRI-Erzeugung aus Belichtungsreihen, Blitzbelichtungskorrektur von der Kamera aus oder auch die Möglichkeit, die automatische ISO-Anpassung per Einstellrad ein- und auszuschalten – eine Funktion, die man bei der D3 noch in den Tiefen des Menüs suchen musste. Erscheinungsbild, Gewicht und Handhabung sind mit D3 und dem Nachfolgemodell D5 weitgehend identisch.

## Zubehör

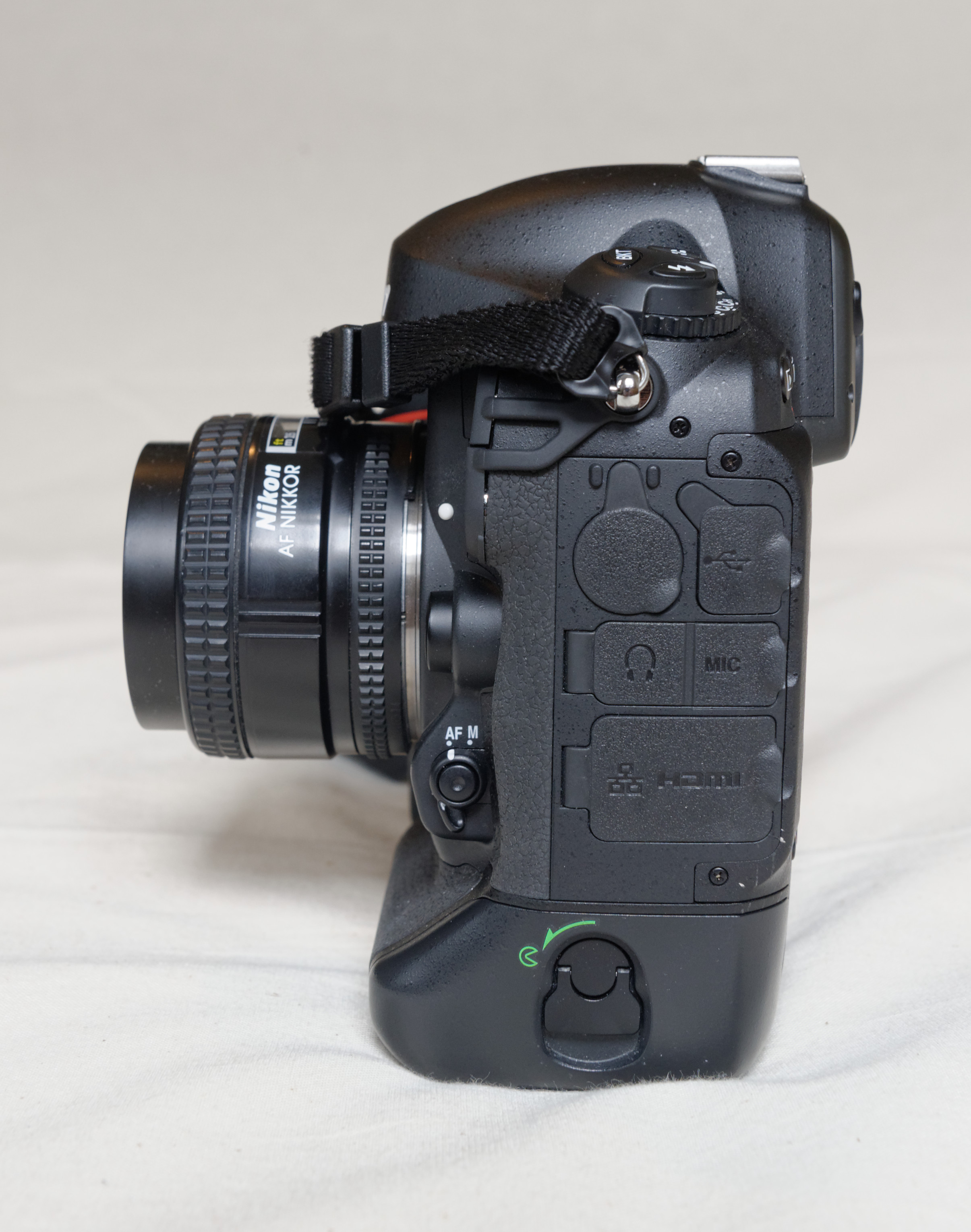
Anschlüsse der Nikon D4(s)

### Netzanschlüsse
Mit den herstellereigenen Sendeeinheiten WT-4 und WT-5 unterstützt die Kamera Datenübertragung über WLAN- und Ethernet. Ein RJ-45-Anschluss verbindet die Kamera per Kabel mit dem Ethernet, was diverse Dienste (Bildübertragung per FTP-Protokoll, Fernsteuerung per Camera Control, HTTP-Server oder auch synchronisierte Auslösung mehrere Kameras) im LAN ermöglicht.

### Blitzgeräte
Die Kamera ist zu allen Blitzgeräten kompatibel, die die Nikon-iTTL-Blitzbelichtung unterstützen.

### Objektive
An der Kamera können alle Objektive mit Nikon F-Bajonett verwendet werden, die mindestens über eine Blendenübertragung nach dem Ai-Standard verfügen. Ai-Objektive funktionieren nur im manuellen oder im Zeitautomatik-Modus.

### GPS-Anschluss
Die Kamera hat eine kombinierte Schnittstelle für Kabelauslöser und GPS-Empfänger wie das herstellereigene Modul Nikon GP-1. Es ermöglicht einfaches Geotagging von JPEG- und NEF-Dateien. Die GPS-Schnittstelle verarbeitet neben den GPS-Daten auch Kompassinformationen (engl. Heading). Module von Drittherstellern nutzen diese Funktion.

## ModellNikon D4S

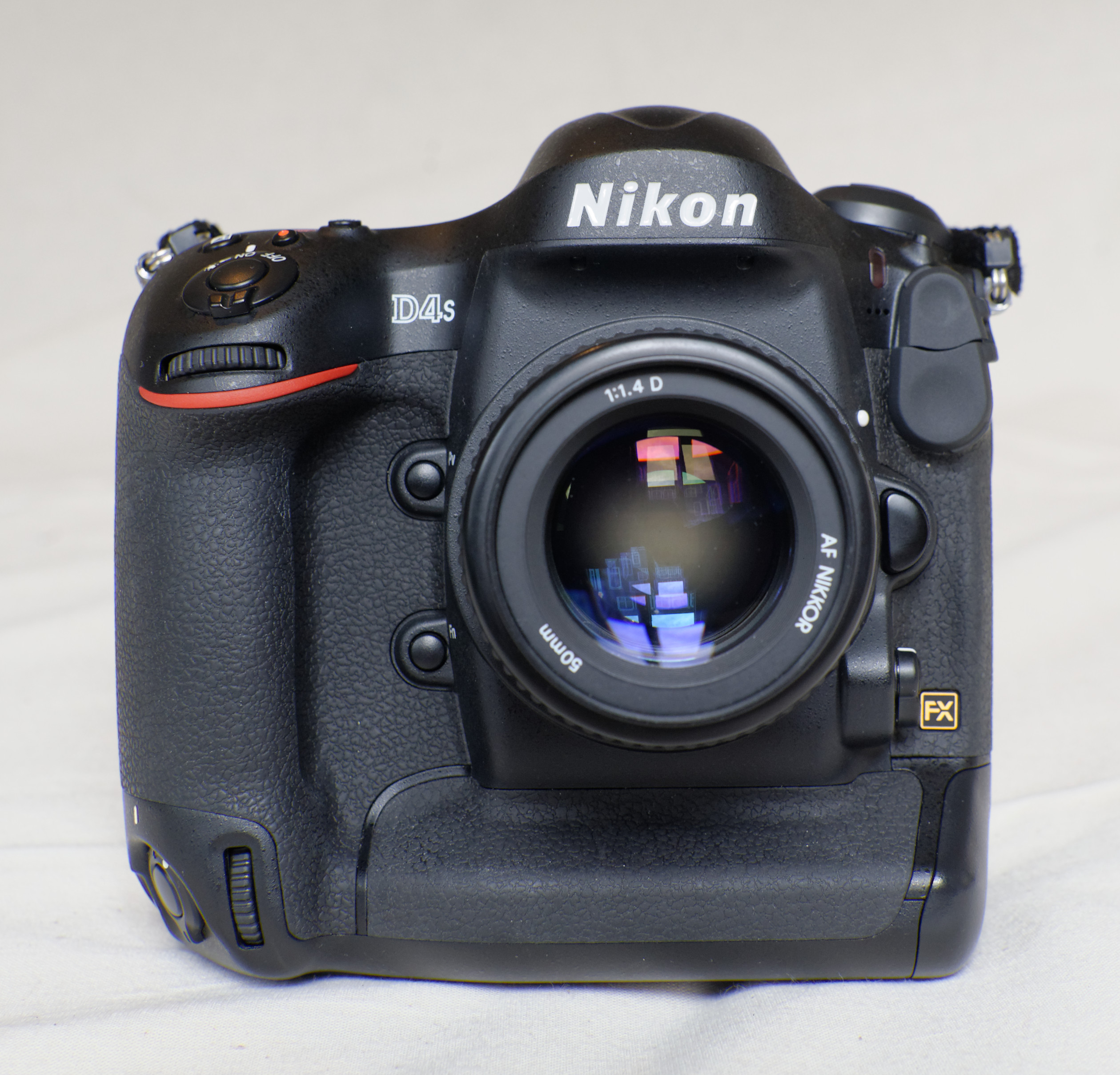
Kameramodell D4S

Im März 2014 führte der Hersteller das weiterentwickelte Modell Nikon D4S ein. Ein geändertes Merkmal gegenüber dem ursprünglichen Modell sind Belichtungsmessung und Autofokus für jede einzelne Aufnahme auch bei schnellen Bildserien.
Das Modell hat unter anderem die folgenden Merkmale:
- Belichtungsindex von ISO 100–25.600, erweiterbar auf ISO 50–409.600
- Serienbildgeschwindigkeit von 11 Bilder pro Sekunde, wobei Autofokus und Belichtungsmessung für jede einzelne Aufnahme wirken
- Full-HD-Video mit 60 fps
- RAW-Dateien in kleinerer Größe (S-RAW)
- Ethernet-Anschluss mit 1000 Mbit/s
- Akku-Typ EN-EL18a für bis zu 3020 Auslösungen pro Akkuladung
- EXPEED-4-Prozessor

Betriebsbereit wiegt die Kamera 1,35 Kilogramm (ohne Objektiv).